# Neotrichia falcifera
Neotrichia falcifera är en nattsländeart som beskrevs av Oliver S. Flint Jr. 1974. Neotrichia falcifera ingår i släktet Neotrichia och familjen smånattsländor. Inga underarter finns listade i Catalogue of Life.